# Borkowo Lęborskie
Borkowo Lęborskie is een plaats in het Poolse district  Wejherowski, woiwodschap Pommeren. De plaats maakt deel uit van de gemeente Choczewo en telt 182 inwoners.